# Karl Aiginger

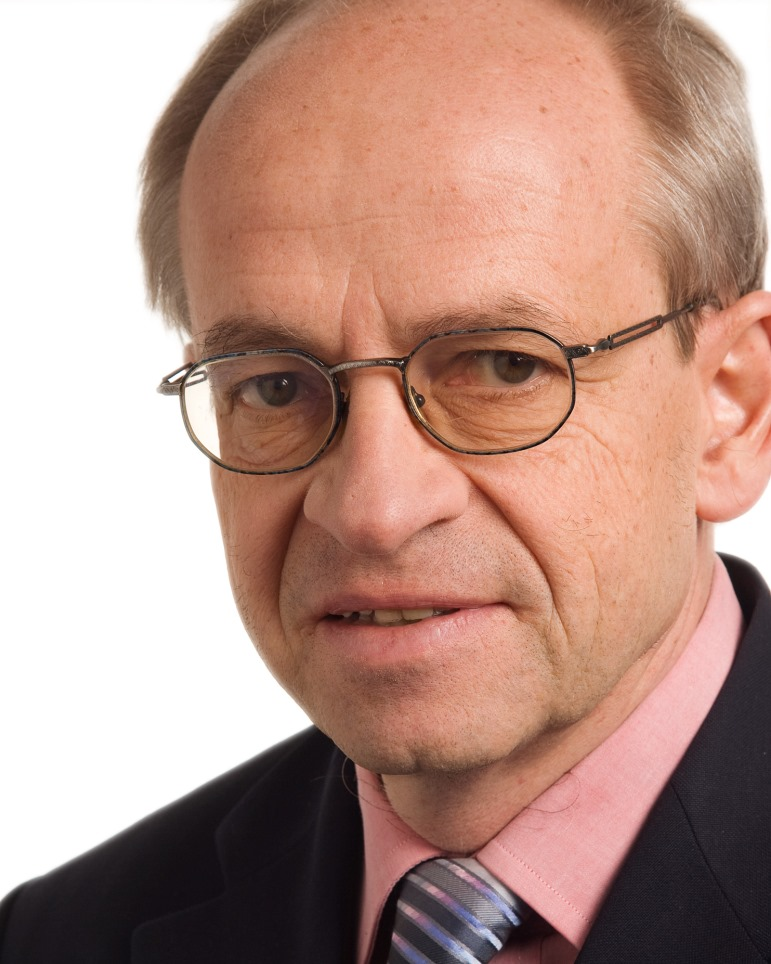
Karl Aiginger (2009)

Karl Aiginger (* 23. Oktober 1948 in Wien) ist ein österreichischer Wirtschaftsforscher.
Er lehrt Wirtschaftspolitik an der Wirtschaftsuniversität Wien.
Von 2005 bis 2016 war er Leiter des Österreichischen Instituts für Wirtschaftsforschung (WIFO).

## Leben
Er studierte an der Universität Wien (1966–1974) und an der Purdue University (Indiana, USA, 1978). Am Österreichischen Institut für Wirtschaftsforschung (WIFO) war er zwischen 1970 und 2016 beschäftigt, von 2005 bis 2016 als Leiter.
Er lehrt und forscht Wirtschaftspolitik an der Wirtschaftsuniversität Wien. Am Massachusetts Institute of Technology (MIT, 1991) und an der University of California, Los Angeles (USA, 1997) war er Visiting Professor. Er lehrte als Professor an der Stanford Graduate School of Business (California, USA, 2002) und gab Vorträge an der Universität Changsha (Hunan, China).
Als Aufsichtsrat der verstaatlichten Holding ÖIAG hat er den Privatisierungsprozess mehrerer verstaatlichter Unternehmen begleitet. In den 1980er Jahren hat er eine wissenschaftliche Grundlage des Konzepts der ökosozialen Marktwirtschaft geschrieben. Seit 1966 ist er Mitglied der katholischen Studentenverbindung KaV Norica Wien im ÖCV.
Seit 2015 leitet er die Flüchtlingsinitiative „Willkommen in Wien West“. Er ist verheiratet und Vater von zwei Kindern.

## Arbeiten
Karl Aigingers Spezialgebiete sind die Industrieökonomie, europäische wirtschaftspolitische Strategien und das Europäische Wirtschafts- und Sozialmodell. Er war Projektleiter der Wettbewerbsberichte der Europäischen Kommission Direktorat Unternehmertum und Industrie.
Er evaluierte das finnische Innovationssystem im Auftrag der Regierung Finnlands und leitete die Systemevaluierung der Österreichischen Forschungsförderung und -finanzierung (FFG) im Auftrag der österreichischen Bundesregierung.
Er ist Gründer des Journal of Industry, Competition and Trade (JICT). In einer Sondernummer des JICT (2/2020) analysierte er gemeinsam mit dem Harvard-Ökonomen Dani Rodrik die Zukunft der Industriepolitik, angesichts der neuen technischen, ökologischen und sozialen Entwicklungen. Industriepolitik muss sich an gesellschaftlichen Zielen orientieren und mit anderen Politiksparten (Umwelt, Wettbewerb, Globalisierung) gemeinsam entwickelt werden.
Seine Arbeiten umfassen theoretische Abhandlungen über Unternehmensentscheidungen unter Unsicherheit und Abhandlungen zu politiknahen Beurteilung der Wettbewerbsfähigkeit der Nationen (für die Europäische Kommission und die OECD). Ursachen und Folgen der Finanzkrise sind ein weiterer Schwerpunkt, inklusive Einsichten in die neue Gesundheits- und Wirtschaftskrise.
Ein wichtiger Forschungsschwerpunkt ist die Verbindung des Begriffs der Wettbewerbsfähigkeit von Firmen mit gesellschaftspolitischen Zielen. Eine Wirtschaft ist nicht dann langfristig wettbewerbsfähig, wenn sie zu billigen Kosten und niedrigen sozialen und ökologischen Standards agiert, sondern wenn sie fähig ist mit ihren Produkten und Dienstleistungen zu gesellschaftlichen Zielen beizutragen („ability to deliever Sustainable Development Goals“).
Zwischen 2012 und 2016 leitete er das Forschungsprojekt „WWWforEurope – Ein Neuer Wachstumspfad für Europa“. Dies war das größte sozioökonomische Projekt im 7. Forschungsrahmenprogramm der EU. Es wurde von der EU finanziert und vom WIFO koordiniert. Es ist ein zentrales wissenschaftliches Begleitprojekt zur Europa-2020-Strategie und soll Grundlage für eine dynamischere, ökologischere und sozialere Gesellschaft liefern. Der Endbericht und die Kurzzusammenfassung wurden im Februar 2016 in Brüssel präsentiert. Das Europäische Parlament, die Europäische Kommission und die internationalen Medien waren Zielgruppen der Abschlusskonferenz, in der Kenneth Arrow von der Stanford University die Eröffnungsrede hielt.
Im Rahmen der Querdenkerplattform: Wien-Europa untersucht er Strategien gegen den Populismus in der Europäischen Wirtschaftspolitik, ebenso wie partnerschaftliche Strategien mit Afrika zur Bekämpfung des Klimawandels und der Reduktion der Migrationsströme.

## Ehrungen und Auszeichnungen
- 1985: Kardinal-Innitzer-Förderungspreis für Sozial- und Wirtschaftswissenschaften